# ماريو بالميرا
ماريو بالميرا هو لاعب كرة قدم برتغالي في مركز الدفاع، ولد في 24 سبتمبر 1989 في فيلا ريال في البرتغال. لعب مع أتلتيكو كاسا بيا وإستريلا دا أمادورا وسبورتينغ براغا ونادي بيلينينسش ونادي تونديلا ونادي ريبيراو ونادي فيزيلا.

## وصلات خارجية
- ماريو بالميرا على موقع قاعدة بيانات كرة القدم.إي يو (الإنجليزية)
- ماريو بالميرا على موقع Soccerway.com (الإنجليزية)